# Konzervacijska biologija
Konzervacijska biologija (alter. naziv: biologija zaštite) je znanost koja se bavi proučavanjem i zaštitom bioraznolikosti na Zemlji.
Konzervacijska biologija je interdisciplinarna znanost koja objedinjuje te koristi saznanja iz bioloških, ekonomskih, socioloških i drugih znanosti, kao i dostignuća u gospodarenju prirodnim resursima.

## Korisna literatura
- Peter J. Bryant - Biodiversity and Conservation  Arhivirana inačica izvorne stranice od 19. srpnja 2011. (Wayback Machine), besplatna on-line knjiga
- Garret Hardin (1968) - The tragedy of the commons  Arhivirana inačica izvorne stranice od 17. veljače 2008. (Wayback Machine), članak koji opisuje problematiku gospodarenja javnim dobrima